# 多入鹿
多 入鹿（おお の いるか）は、平安時代初期の公卿。姓は朝臣。官位は従四位下・参議。

## 経歴
延暦12年（793年）少外記に任ぜられると、式部少丞・播磨大目/少掾を経て、延暦17年（798年）従五位下・兵部少輔に叙任される。のち、桓武朝末にかけて少納言・近衛将監を歴任する。
大同元年（806年）平城天皇が即位すると、その側近として近衛少将に任ぜられる。その後は急速に昇進し、大同3年（808年）正五位下・右少弁、翌大同4年（809年）には従四位下・山陽道観察使に叙任され公卿に列した。
嵯峨朝に入り、大同5年（810年）6月に観察使制度の廃止により参議に転ずる。同年10月に発生した薬子の変では東国へ向かおうとした平城上皇を懇切に諫止したが受け入れられず、結果的に連座して参議を解任され、讃岐守次いで安芸守、讃岐権守に左遷された。
弘仁7年（816年）10月3日卒去。享年58。最終官位は散位従四位下。

## 官歴
注記のないものは『日本後紀』による。
- 延暦12年（793年） 日付不詳：少外記[1]
- 延暦15年（796年） 2月：式部少丞[1]
- 延暦16年（797年） 正月：兼播磨大目[1]。2月：兼播磨権少掾[1]
- 延暦17年（798年） 正月7日：従五位下[1]。2月：兵部少輔[1]
- 延暦20年（801年） 6月：少納言[1]
- 延暦21年（802年） 日付不詳：兼近衛将監[1]
- 延暦25年（806年） 4月18日：近衛少将。4月21日：兼武蔵権介。8月：中衛少将[1]
- 大同2年（807年） 正月：近衛少将[1]。4月22日：左近衛少将[2]。7月1日：兼尾張守[2]。8月：兼上野守[1]。11月：兼木工頭[1]
- 時期不詳：従五位上
- 大同3年（808年） 正月10日：右少弁、少将如元[1]。正月25日：正五位下。2月：民部少輔[1]。4月8日：止木工頭[2]
- 大同4年（809年） 2月13日：止右少弁[2]。6月8日：従四位下。9月：左京大夫[1]。9月19日：山陽道観察使、止右中弁[1]
- 大同5年（810年） 正月10日：兼相模守[1]。6月28日：参議（観察使廃止）。9月10日：解参議、讃岐守。9月18日：安芸守。10月2日：讃岐権守
- 弘仁7年（816年） 10月3日：卒去（散位従四位下）